# خواسته زیاد
«خواسته زیاد» (به انگلیسی: Too Much to Ask) تک‌آهنگی از هنرمند اهل جمهوری ایرلند نایل هوران است.
این تک‌آهنگ در چارت‌های در رتبه اول و در چارت‌های اسکاتلند، جزو ده ترانه اول قرار گرفت.